# Libri Feudorum
Die Libri feudorum (Singular: liber feudorum) sind eine Bezeichnung für eine langobardische Lehnsrechtsammlung, die aus zunächst ungeschriebenem Gewohnheitsrecht entstanden.
Sie gelten als wichtigste Quelle des Lehnsrechts in Italien im Mittelalter. Ihre Textredaktion fand um 1250 ihren Abschluss.
Daneben sind die Lehnsgesetze Konrads II. (Constitutio de feudis, 1037), Lothars III. (1136) und Friedrichs I. (Gesetze von Roncaglia, 1158) wichtige Rechtsquellen.
Der Text ist in drei Fassungen überliefert, die zwischen der Mitte des 12. und der Mitte des 13. Jahrhunderts entstanden sind:
1. Compilatio antiqua oder Compilatio Obertina, nach dem Mailänder Juristen Obertus de Orto, von dem einige Traktate in der Sammlung stammen, aus der Mitte des 12. Jahrhunderts; enthält Tituli I,1 bis II,24 der Vulgata-Rezension, mit Ausnahme von II,6 und dem Anfang von 7
2. Recensio Ardizonica, nach Jacobus de Ardizone; enthält die Tituli I,1 bis II,51 der Vulgata-Rezension, außer II,6, 7 (Beginn) und 27
3. eine erweiterte und von Hugolinus de Presbiteris (Ugolino de’ Presbiteri; † um 1233) neu geordnete Rezension, die in die Authentiken (Kaisergesetze) Iustinians  des Corpus Iuris Civilis als Decima Collatio Novellarum eingefügt wurde
4. Eine erneute Ordnung nahm zwischen 1428 und 1431 Antonio Mincucci de Pratoveteri (* 1380; † 1464?) vor, der auch die seither entstandenen Glossen und Zusätze einarbeitete.

Die zweite, die sogenannte Ardizonische Rezension, ist die Grundlage für den ältesten juristischen Kommentar der Texte durch Pilius. Auf seinen unvollständigen Kommentaren beruhen Kommentare des Accursius, der auch Rechtstexte aufnahm, die in den älteren Fassungen noch nicht zum Kanon gehört hatten (z. B. das Lehngesetz Kaiser Lothars v. 1136, der Landfrieden, der Regalienkatalog und das Lehngesetz Kaiser Friedrichs I. v. Roncaglia (1158) und die Krönungsgesetze Kaiser Friedrichs II. v. 1220). Die Autorität des Accursius führte dazu, dass seine Textfassung der libri feudorum in die Vulgata-Fassung des Corpus iuris civilis aufgenommen wurden und seine Kommentare als Teil der Glossa ordinaria Thema des Rechtsunterrichts wurden. Seit 13. Jahrhundert fanden die libri feudorum umfangreiche juristische Kommentare (Andreas de Isernia (1220–1316), Odofredus Bononiensis († 1265), Johannes Fasolus (* um 1220; † 1286), Henricus de Segusio, Baldus de Ubaldis, Jacques de Révigny, Jean de Blanot (* um 1230; † um 1280),
Jacobus Alvarottus (1385–1453), Jacobus de Ardizone, Jacobus de Belvisio (* um 1270; † 1335), Jason de Mayno (Giasone del Maino; 1435–1519), Johannes Antonius de Sancto Georgio († 1378), Johannes Blancus, Martinus Syllimanni, Mattheus de Afflictis (Matteo D'Afflitto; * um 1447, † 1523)).
Der Text war bis zur Französischen Revolution Grundlage des europäischen Lehnrechts.

## Editionen
- Consuetudines feudorum, bearb. v. Karl Lehmann, (ND Aalen 1971), Göttingen 1892 (Bibliotheca rerum historicarum).
- Karl Lehmann: Das langobardische Lehnrecht. Handschriften, Textentwicklung, ältester Text und Vulgattext nebst der capitula extraordinaria, Göttingen 1896.